# Sant'Anna dei Lombardi
Sant'Anna dei Lombardi, (sv. Ana od Lombarda), također poznata kao Santa Maria di Monte Oliveto, drevna je crkva i samostan smješten na trgu Monteoliveto u središnjem Napulju, Italija. Preko puta ulice Monteoliveto od Fontane na trgu je renesansna palača Orsini di Gravina.

## Povijest
Crkvu je izvorno sagradio 1411. Gurello Orilia ili Origlia, protonotar kralja Ladislava Napuljskog, koji je sponzorirao izgradnju crkve za samostan Santa Maria di Monte Oliveto, kako se prvi put zvao. Neki to nazivaju crkvom Monteoliveto (tal. Chiesa di Monteoliveto).:str 324. Crkva se nalazila u blizini Palazzo Carafa di Maddaloni. Povjeren je benediktinskom redu Olivetanaca, čija je matična kuća opatija Monte Oliveto u Toskani. Samostan je dobio opsežno pokroviteljstvo Alfonza I. Aragonskog i članova njegova dvora. Daljnju rekonstrukciju crkve izvršio je 1581. Domenico Fontana. U 17. stoljeću crkvu i samostan barokizirao je Gaetano Sacco.
Godine 1798. kralj Ferdinand I. uklonio je Olivetanski red iz samostana i crkve. Nadbratovština laika iz Lombardija preselila se u crkvu Monteoliveto, koja je ubrzo preimenovana u Sant'Anna dei Lombardi; naziv je promijenjen jer je bratovština 1798. izgubila svoju obližnju crkvu koja je bila posvećena Svetoj Ani. Godine 1805. potres je srušio veliki dio crkve. Ovaj kolaps uništio je tri Caravaggiove slike koje su nekoć stajale u crkvi: Sveti Franjo u meditaciji, Sveti Franjo prima stigme i Uskrsnuće.
Cijeli je kompleks jedno vrijeme bio jedan od najvećih samostana u Italiji, zauzimajući ono što se danas može mjeriti samo u "gradskim blokovima". Urbana obnova iz 1930-ih doslovno je izgrađena oko starih prostorija, ostavljajući veći dio izvorne strukture da stoji u središtu. Na primjer, gigantska glavna pošta u Napulju nalazi se na zapadnom kraju starog samostana, a starije zdanje jednostavno je ugrađeno u stražnji dio napuljske središnje pošte tako da samostan izgleda kao da izlazi iz modernije zgrade. Na istočnom kraju, sama crkva je još uvijek u upotrebi, ali susjedni samostanski prostor i dvorište sada su vojarna karabinjera (talijanske nacionalne policijske snage).

## Opis
Struktura crkve neobična je po tome što lađa nema transept, pa tako ni križanje, već ima linearni pravokutni tlocrt s deset bočnih kapela. Početni plan pripada Andrei Ciccioneu:str 325., ali Fontana ga je obnovio u kasnorenesansnom stilu. U trijemu mu je posvećen spomenik.
Arhitekt Benedetto da Majano pomogao je projektirati i ukrasiti kapele Piccolomini i Correale. Dekoracija i struktura crkve odražavaju 17. stoljeće i kasnije rekonstrukcije, koje sada skrivaju izvornu gotičku arhitekturu.
Među uređenim interijerima je svetište iz 16. stoljeća koje sadrži skulpture Guida Mazzonija, Antonija Rossellina, Benedetta da Majana, Giovannija da Nole, Pedra Rubialesa i drugih. U grobnici Domenica Fontane još su sačuvani gotički detalji, a oltar su prema nacrtu Giovana Domenica Vinaccie izradili Bartolomeo i Pietro Ghetti.

## Desna strana
- Kapela Mastrogiudice: sadrži Gospu s djetetom sa svecima Ivanom Krstiteljem, Jeronimom i Andrijom Giovannija da Nole i cikluse freski Battistella Caracciola.
- Kapela Navještenja: uz prvu, nalazi se još jedna kapela s Gospom s djetetom i svetim Petrom i Ivanom Krstiteljem te Kristom i svetim Petrom na Galilejskom jezeru Girolama Santacrocea.
- Kapela Santa Francesca Romana: ima slike života sveca Vincenza Fatea i Giovannija Battiste Lame, freske Giuseppea Simonellija.
- Kapela sv. Antuna Padovanskog: Tu su freske Života sv. Antuna Nicole Malinconica i sv. Antuna Padovanskog i Propovijedanje sv. Antuna Annibalea Caccavella.
- Kapela Scala: Sadrži grobnice vojne, vjerojatno španjolske, obitelji Scala. Ti su ostaci smješteni ispod ploče s cvjetnim motivima smještenim u središtu mramornog poda. Stražnji zid kapele prikazuje oltar nadvišen drvenim raspelom nepoznatog majstora, kao i ciklus fresaka o Kristovom životu od Malinconica.
- Kapela sv. Kristofora : ima oltarnu palu sv. Kristofora Francesca Solimene, nadgrobni spomenik Bosca Cezara Mattea Bottiglierija i freske na svodu Života sv. Kristofora Giuseppea Simonellija.
- Kapela zlatara (Capella de Orefice sa strane apside) Postoje freske koje prikazuju priče i vrline Djevice Luigija Rodrigueza. Sa strane su nadgrobni spomenici Antonio Orefice i njegov sin Girolamo D'Auria.
- Kapela Fiodo: Do koje se dolazi prolazom, na bočnim zidovima nalaze se grobni spomenici za Antonija d'Alessandra, baruna od Cardita i diplomata i pravnika. Njegova supruga, napuljska aristokratkinja Maddalena Riccio (Rizzo) pokopana je kraj njega. Grobnicu je dizajnirao i izradio Giovan Tommaso Malvern 1491. Nadgrobni spomenik Antonija Fioda dovršili su Francesco da Sangallo i Bernardino del Moro.
- Kapela žalosti (Cappella del Compianto) Nakon kapele Fiodo, ovdje se nalazi skulptura Oplakivanja mrtvog Krista (1492.) Guida Mazzonija. Na stražnjem zidu nalazi se Kalvarija Giuseppea Mastrolea.
- Predvorje koje daje sakristiju: U gornjoj sakristiji Vasarija je pod popločan majolikom, freske na svodu, oltarna pala Fabrizia Santafedea koja prikazuje Uznesenje Djevice i sa strane freska portret olivetanskog redovnika, Vasarija.
- Sakristija Vasari: Do nje se dolazi prolazom kroz kapelu Fiodo. Sakristija ima freske u toskanskom renesansnom stilu koje je naslikao Giorgio Vasari, kao i drvene štandove ukrašene drvenim umetcima (1506.–10.) koje je izradio Fra Giovanni da Verona.

## Lijevo
- Kapela Tolosa (u lijevom transeptu, kojoj se pristupa prolazom. Freske su Cristoforo Scacco iz Verone, a platno Reginaldo Piramo da Monopoli. Terakota je vjerojatno bila iz studija Della Robbia, izvorno namijenjena za Cappella Piccolomini.
- Kapela Piccolomini: Ova kapela je suštinski primjer toskanske renesansne arhitekture. Kapelu su dovršili Giuliano da Majano, Benedetto da Majano i Antonio Rossellino po uzoru na kapelu portugalskog kardinala pronađenu u San Miniato al Monte u Firenci.

- Kapela Avalos: Sadrži oltarnu palu koja prikazuje Gospu s djetetom sa svetim Benediktom i Tomom (1606.) Fabrizija Santafedea. Freske na kupoli i tamburu su Priče starog i novog zavjeta Giovannija Antonija Arditija i Antonija Sarnellija.
- Kapela Santi Mauro e Placido: Sadrži oltarnu sliku Bogorodice s djetetom sa svecima Maurom i Placidom (1708.) Paola de Matteisa. Freske na stropu i lunetama koje prikazuju slavu i život svetih Maura i Placida naslikao je Nicola Malinconico. Na bočnim zidovima nalaze se dva spomen obilježja: lijevo je grobnica posvećena Ivanu i Karlu Rapariju s prikazom Bičevanja nepoznatog napuljskog majstora iz 1576., druga grobnica posvećena je Graziji Cavanigliji i djelo je Giacoma della Pila.
- Kapela Porcinari: Sadrži djela Paola de Matteisa, Francesca Di Marije, Pacecca De Rosa i Carla De Rosa.
- Kapela sv. Ivana Krstitelja: sadrži skulpturu Ivana Krstitelja (1516.) Giovannija da Nole. Niski reljefi Navještenja i Pietà djelo su Giacoma della Pila, dok su freske Slave i života sveca djelo De Matteisa.
- Kapela Savarese (na bočnoj strani apside): Na prednjem zidu je anonimna freska iz 15. stoljeća, dok je na bočnim stranama prikazana „Predaja ključeva sv. Petru i sv. Petar spašen iz vode (1608.) Carla Sellitta.

## Trg i fontana
Na ulazu u trg ispred crkve nalazi se Fontana di Monteoliveto (Fontana Monteoliveto). Naručio ju je Pedro Antonio de Aragón od arhitekta Cosima Fanzaga, a dovršena je 1699. Na vrhu stoji brončani kip Karla II. od Španjolske.

## Vanjske poveznice
|  | Zajednički poslužitelj ima još gradiva o temi Sant'Anna dei Lombardi |